# 松平親清 (長沢松平家)
松平 親清（まつだいら ちかきよ、生年不詳 - 文亀元年8月16日〈1501年9月26日〉以降）は、室町時代の武将。長沢松平家の3代目当主。通称源七郎、上野介、備中守。

## 略歴
長沢松平家2代松平親益の嫡男として三河国に生まれる。初名は近宗、法名浄恩。しかし、『寛政重修諸家譜』（『寛政譜』）によれば初代親則は寛正2年10月1日（1461年11月3日）に25歳で没し、2代親益は寛正6年3月20日（1465年4月15日）に没しているので、中村孝也は、親益の代で父子相続が途絶えている可能性を指摘した。平野明夫はそれを受け、豊田市の長沢にあった親則の系統が断絶した後、音羽町（現豊川市）の長沢を拠点とした別の系統が系譜上接合されたのではないかと推測する。
『寛永諸家系図伝』（『寛永伝』）には3代親清、4代勝宗の記載が無い。『寛政譜』には明応5年7月18日（1496年8月26日）没とあるものの、親清の二男と伝えられる信重はその子孫の呈譜に文禄4年（1595年）に90余歳で没したとあり、親清の没後に生まれたことになるため、『寛政譜』の編者は疑念を呈す。親清は文亀元年8月16日（1501年9月26日）、松平庶流家が結束を図るために行った大樹寺16人連判状に署名している。
墓所は妙心寺（愛知県岡崎市岩津） 。子に松平勝宗がいる。